# Wang Chaj-pin
Wang Chaj-pin, čínsky pchin-jinem Wáng Hǎibīn, znaky 王海滨 (* 15. prosince 1973 Nan-ning) je bývalý čínský sportovní šermíř, který se specializoval na šerm fleretem. Čínu reprezentoval v devadesátých letech a v prvním desetiletí jednadvacátého století. Na olympijských hrách startoval v roce 1992, 1996, 2000 a 2004 v soutěži jednotlivců a družstev. V roce 1997 obsadil třetí místo na mistrovství světa v soutěži jednotlivců. S čínským družstvem fleretistů vybojoval na olympijských hrách 2000 a 2004 bronzovou olympijskou medaili. V roce 1999 a 2003 obsadil s družstvem fleretistů na mistrovství světa druhé místo.